# Tapuwae
Le fleuve  Tapuwae  (anglais : Tapuwae River) est un cours d’eau de la région du  Northland dans l’Île du Nord de la Nouvelle-Zélande.

## Géographie
La plus grande partie de sa longueur est un bras d’une vallée noyée  de Hokianga Harbor, qui est atteinte par le nord tout près du petit village de Tapuwae, à 5 kilomètresau nord-ouest de la ville de Rawene.